# Holzbrücke Hundwil
Die Holzbrücke Hundwil, auch als Brücke im Rachentobel sowie auf der Landeskarte der Schweiz als Alte Tobelbrücke bezeichnet, ist eine historische gedeckte Holzbrücke zwischen Hundwil und Herisau. Es handelt sich neben der Kubelbrücke bei St. Gallen um die einzige erhaltene Brücke des Baumeisters Johann Ulrich Grubenmann.

## Baugeschichte
Die 29 Meter lange Brücke überspannt den Fluss Urnäsch dank einem Hängewerk stützenfrei. Das System des Hängewerks mit fünfseitigem, polygonalen Brückenbogen wandte Grubenmann 1780 auch bei der Kubelbrücke an.
Wie bei der Kubelbrücke wurden die Dachbinder mit Sprüchen versehen, weshalb sie den Übernamen «sprechende Brücke» erhielt.